# 101 Gang Songs
101 Gang Songs – studyjny album Binga Crosby'ego nagrany w grudniu 1960 roku i wydany 18 stycznia 1961 roku przez Warner Bros. Records. Składał się z dwudziestu czterech składanek ze 101 starymi piosenkami takimi jak: „Loch Lomond”, „Annie Laurie”, „Li'l Liza Jane”, „Cindy”, „When the Saints Go Marching In”, „Hand Me Down My Walking Cane”. Jest to drugi album Crosby'ego z biesiadnymi piosenkami, pierwszym z nich był Join Bing and Sing Along z 1960 roku.

## Lista utworów
* – tylko orkiestra i chór

### Część pierwsza: strona 1
| 1. | Shine On, Harvest Moon That's Where My Money Goes Harrigan Listen to the Mocking Bird                                                                        | 3:36  |
|    | |       |
| 2. | Flow Gently, Sweet Afton Believe Me, if All Those Endearing Young Charms Drink to Me Only with Thine Eyes                                                    | 3:45  |
|    | |       |
| 3. | Sweet Rosie O'Grady My Sweetheart's the Man in the Moon Forty-Five Minutes from Broadway Goodbye, My Lover, Goodbye                                          | 2:56  |
|    | |       |
| 4. | When the Saints Go Marching In Little David, Play on Your Harp Joshua Fit the Battle of Jericho Hand Me Down My Walking Cane Ezekiel Saw the Wheel           | 3:12  |
|    | |       |
| 5. | While Strolling Through the Park One Day Today Is Monday Big Rock Candy Mountain Oh Dear! What Can the Matter Be? Oh Where, Oh Where Has My Little Dog Gone? | 3:31  |
|    | |       |
| 6. | Annie Laurie Loch Lomond Bluebells of Scotland Comin' Thro' the Rye                                                                                          | 3:01  |
|    | |       |
|    | | 20:01 |
|    | |       |

### Część pierwsza: strona 2
| 1. | Hello! Ma Baby The Girl I Left Behind Me (Won't You Come Home) Bill Bailey Wait for the Wagon Row, Row, Row Your Boat | 3:19  |
|    | |       |
| 2. | Sweet Adeline On Top of Old Smoky Down in the Valley In the Good Old Summer Time                                      | 3:36  |
|    | |       |
| 3. | This Old Man Schnitzelbank Pop Goes the Weasel Careless Love                                                          | 3:11  |
|    | |       |
| 4. | Li'l Liza Jane Cindy Where Did You Get That Hat? So Long Mary Three Blind Mice                                        | 3:22  |
|    | |       |
| 5. | Anchors Aweigh Tramp! Tramp! Tramp! Blow the Man Down For He's a Jolly Good Fellow                                    | 2:46  |
|    | |       |
| 6. | Love's Old Sweet Song Kathleen Mavourneen Juanita                                                                     | 3:51  |
|    | |       |
|    | | 20:05 |
|    | |       |

### Część druga: strona 1
| 1. | My Wild Irish Rose Come Back to Erin Killarney The Minstrel Boy                                                               | 3:42  |
|    | |       |
| 2. | In the Gloaming Stars of the Summer Night* Come Where My Love Lies Dreaming                                                   | 3:35  |
|    | |       |
| 3. | Little Annie Rooney Du, du liegst mir im Herzen Ach Du Lieber Augustine Lovely Evening Goodnight to You All                   | 3:25  |
|    | |       |
| 4. | She'll Be Coming 'Round the Mountain Our Boys Will Shine Tonight The Gospel Train Walk Together Children The Nut-Brown Maid   | 3:23  |
|    | |       |
| 5. | Casey Jones Polly Wolly Doodle The Man Who Broke the Bank at Monte Carlo I've Been Working on the Railroad Asleep in the Deep | 3:55  |
|    | |       |
| 6. | The Battle Hymn of the Republic America* When Johnny Comes Marching Home America the Beautiful                                | 3:16  |
|    | |       |
|    | | 21:16 |
|    | |       |

### Część druga: strona 2
| 1. | There Is a Tavern in the Town Oh! Susanna Maryland, My Maryland Carry Me Back to Old Virginny The Bear Went Over the Mountain | 3:12  |
|    | |       |
| 2. | Gumtree Canoe Dear Evelina Sweet and Low*                                                                                     | 3:13  |
|    | |       |
| 3. | My Gal Sal I Don't Want to Play in Your Yard School Days* Abdul Abulbul Amir                                                  | 3:25  |
|    | |       |
| 4. | Heaven, Heaven Mary, Don't You Weep Jacob's Ladder Nobody Knows the Trouble I've Seen Roll, Jordan, Roll                      | 3:24  |
|    | |       |
| 5. | O Sole Mio Funiculì, Funiculà My Grandfather's Clock Keemo Kimo                                                               | 3:43  |
|    | |       |
| 6. | Sweet Genevieve Santa Lucia In the Evening by the Moonlight Goodnight, Ladies                                                 | 3:33  |
|    | |       |
|    | | 20:30 |
|    | |       |